# Budde
Budde er et tysk efternavn, som har flere betydninger. Det udtales med hårdt 'd'.

## Navnets oprindelse
I en ordbog over tyske efternavne skrevet af Karljosef Brechenmacher, bliver Budde og Buddeke beskrevet som nordtyske efternavne. I en anden ordbog af Hans Barlow bliver ordet Budde oversat som Bütte (beholder til de pressede druer, når der laves vin).
Ifølge den hollandske historiker A. van der Plank er Budde oprindeligt en germansk stamme.

## Historie
Den første nedskrevne Budde er Alard Budde 1130 i Stralsund – Pommern.

## Budder ved det kongelige danske hof
Før 1570 flyttede brødrene Matthias og Godslev Budde fra deres gods Neetzow til Danmark. De må have fået opbygget et godt navn, idet de som adelsmænd fra et andet land opnåede høje positioner ved det danske hof. De indgik stærke forbindelser til den kongelige familie, specielt til kong Frederik d. 2. og dronning Sophie.
Godslev Budde fulgte også med prinsesse Anna af Danmark på hendes brudefærd til Skotland. Matthias Budde havde flere diplomatiske poster og repræsenterede Danmark i England og Polen. Ca 1584-1589 var han lensmand på Saaremaa (da: Øsel, nu amt i Estland), hvor han 1590 købte godset Tõlluste i Püha sogn. Mathias søn Frederik blev landråd på Saaremaa.
Godslev Budde blev også lensmand på Børglum Kloster. Hans søn Friedrich Budde studerede i København og Rostock og blev chef for et regiment i Trondheim.

## Budde - norsk slægt
En norsk slægt Budøe - senere Budde - udtales med blødt d, og den kendes fra 1607. Nogle medlemmer af den  regnede sig til den adelige slægt og førte dens våben. Den flyttede til Danmark, hvor sidste generation levede endnu i 2013. Stamtavle i Personalhistorisk Tidsskrift 1884.

## Kendte Budder
- Ed Budde, tidligere amerikansk football spiller for Kansas City Chiefs.
- I.C. Budde, Johan Christian (f. 18. april 1852 i Hillerød), bagermester i Hillerød, søn: Johan Christian (f. 22. september 1887 i Hillerød), butik Helsingørsgade 24. (Den norske slægt).
- Leopold Budde, dansk forfatter og første rektor på Himmelbjerggårdens skole. (Den norske slægt).
- Rainer Budde, tidligere tysk fodboldspiller
- Nils Budde, Tysk OL-roer.
- Susse Budde, Amerikansk Skuespillerinde.
- Rob Budde, Amerikansk kunstner.
- Robert Budde, Canadisk Forfatter.
- Vincents Budde, Norsk generalmajor (1660 – 1729) (Den adelige slægt).